# Olimpiai Múzeum
Az Olimpiai Múzeum (franciául: Musée olympique) a svájci Lausanne városában található intézmény, mely a sporttal és az olimpiai mozgalommal kapcsolatos állandó és időszaki kiállításoknak ad otthont. A több mint 10 000 kiállítási tárgyat bemutató múzeum a világ legnagyobb olimpiai témájú gyűjteménye és Lausanne városának egyik legszignifikánsabb turisztikai látványossága, amely évente több mint 250 000 látogatót vonz.
Időszakos kiállításival, a műalkotásokkal díszített tereivel és a Genfi-tóra, valamint az Alpokra néző panorámájával Lausanne egyik kiemelkedőbb látványossága, és Svájc egyik legfontosabb múzeuma.

## Története
A múzeum 1993. június 23-án került megalapításra, az akkori NOB-elnök, Juan Antonio Samaranch kezdeményezésének eredményeként. A megvalósítás Pedro Ramírez Vázquez mexikói építész és Jean-Pierre Cahen bizottsági tag feladata volt.

## Galéria

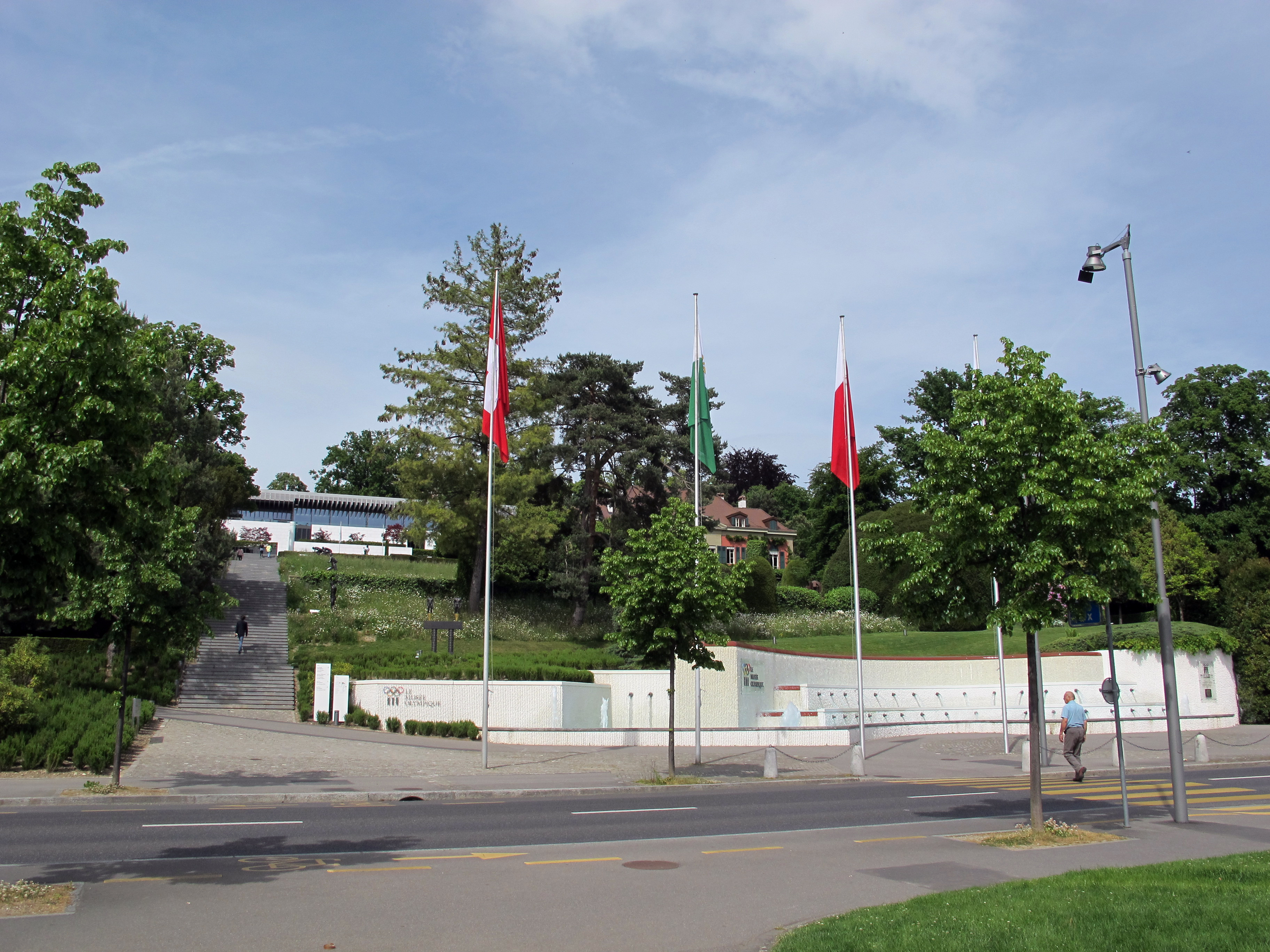
A múzeum képe a Genfi-tó partjáról
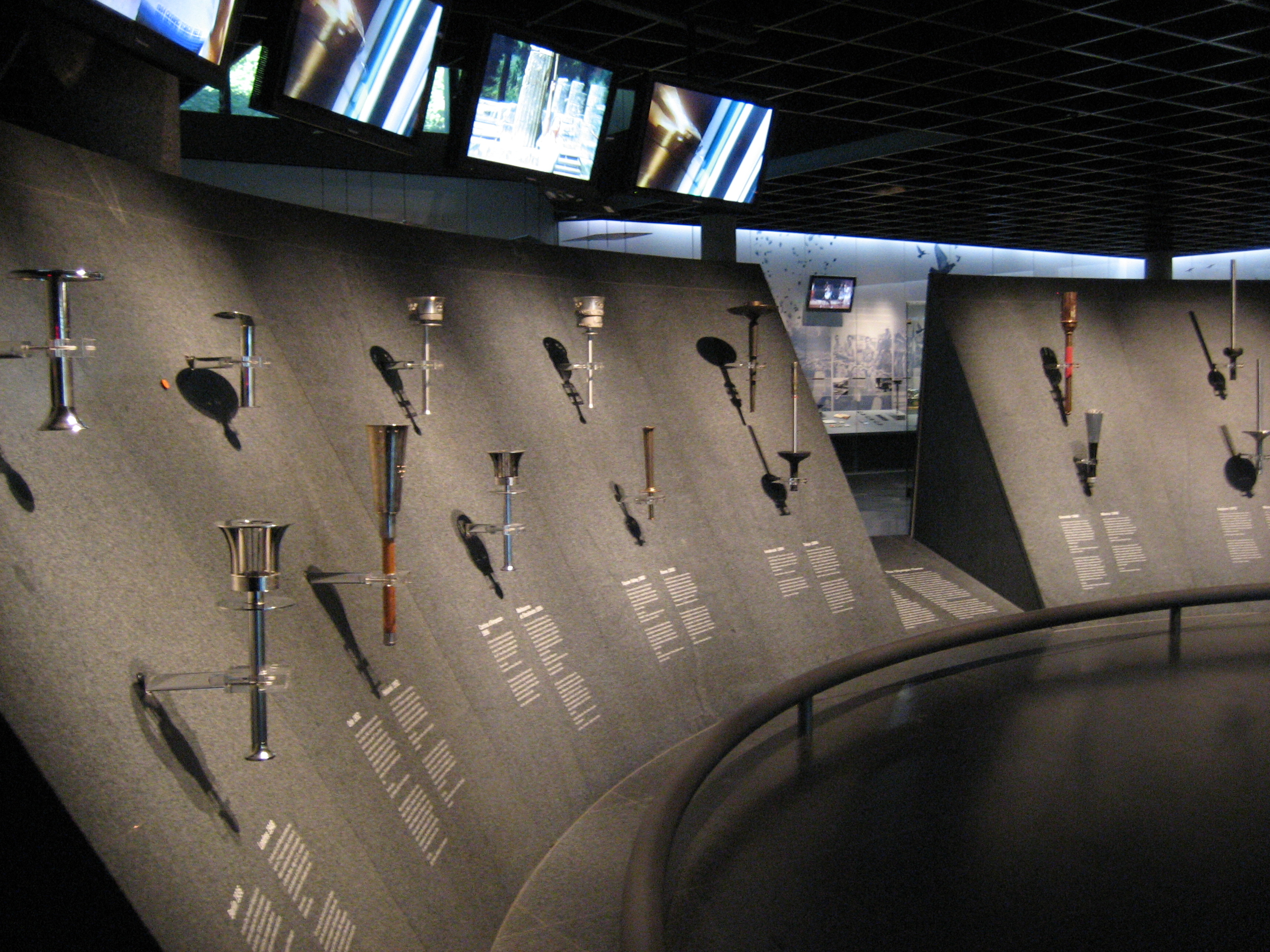
Olimpiai fáklyák (a múzeum renoválása előtti állapot)
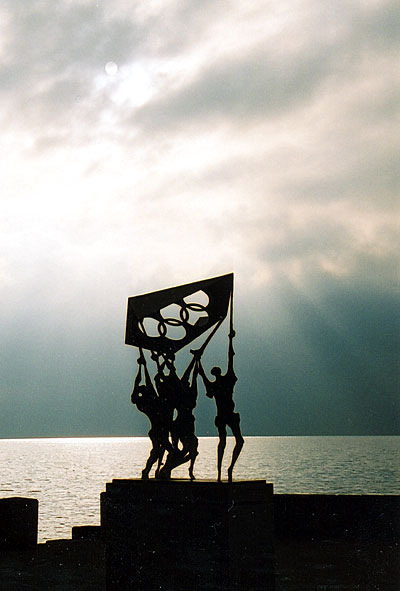
Szobor a Genfi-tó partján, a múzeum előtt
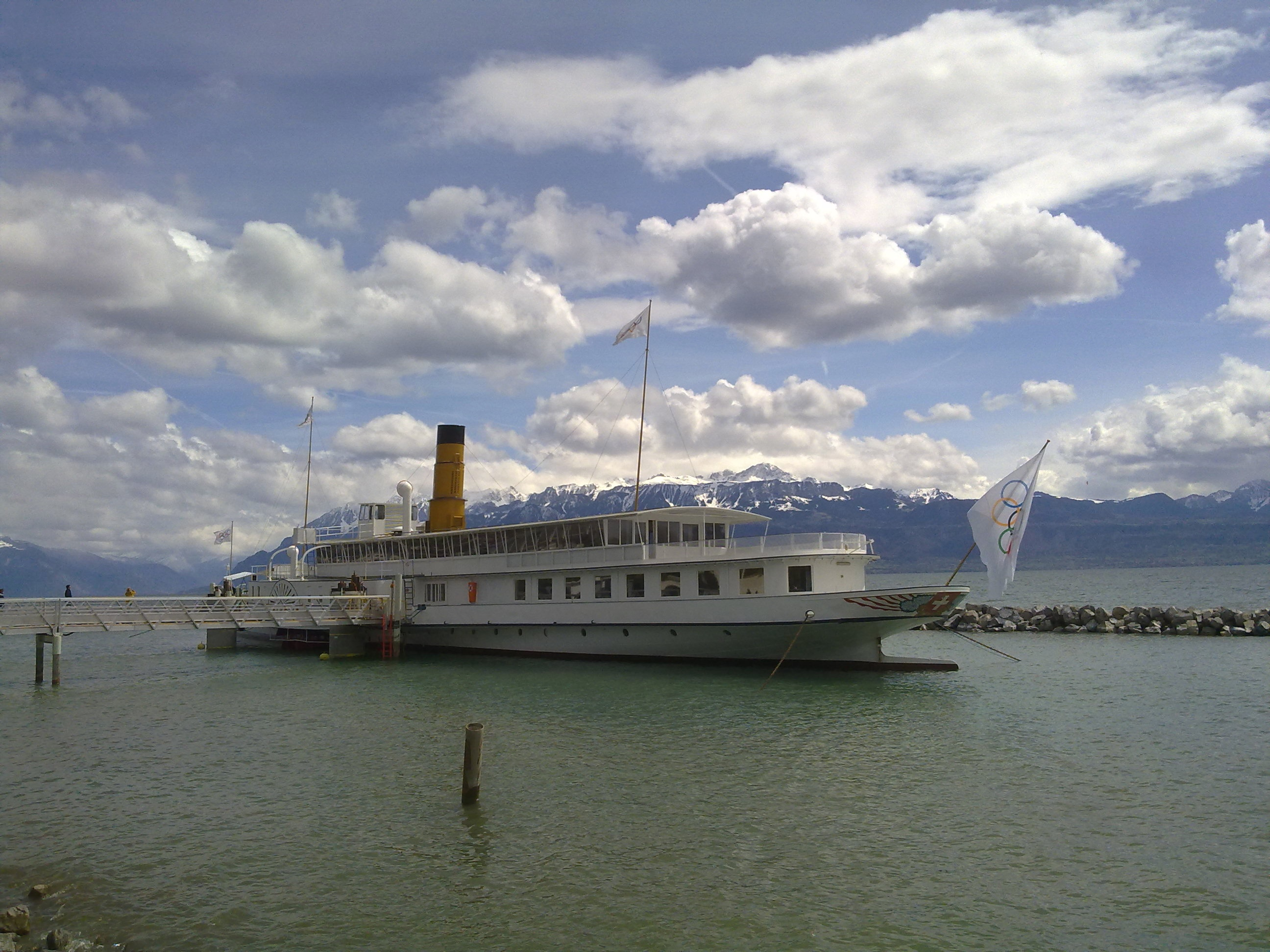
A múzeum épületének renovációja során (2013 decemberéig), ebben a CGN-hajóban folyt ideiglenes kiállítás, az Olimpiai Park előtt
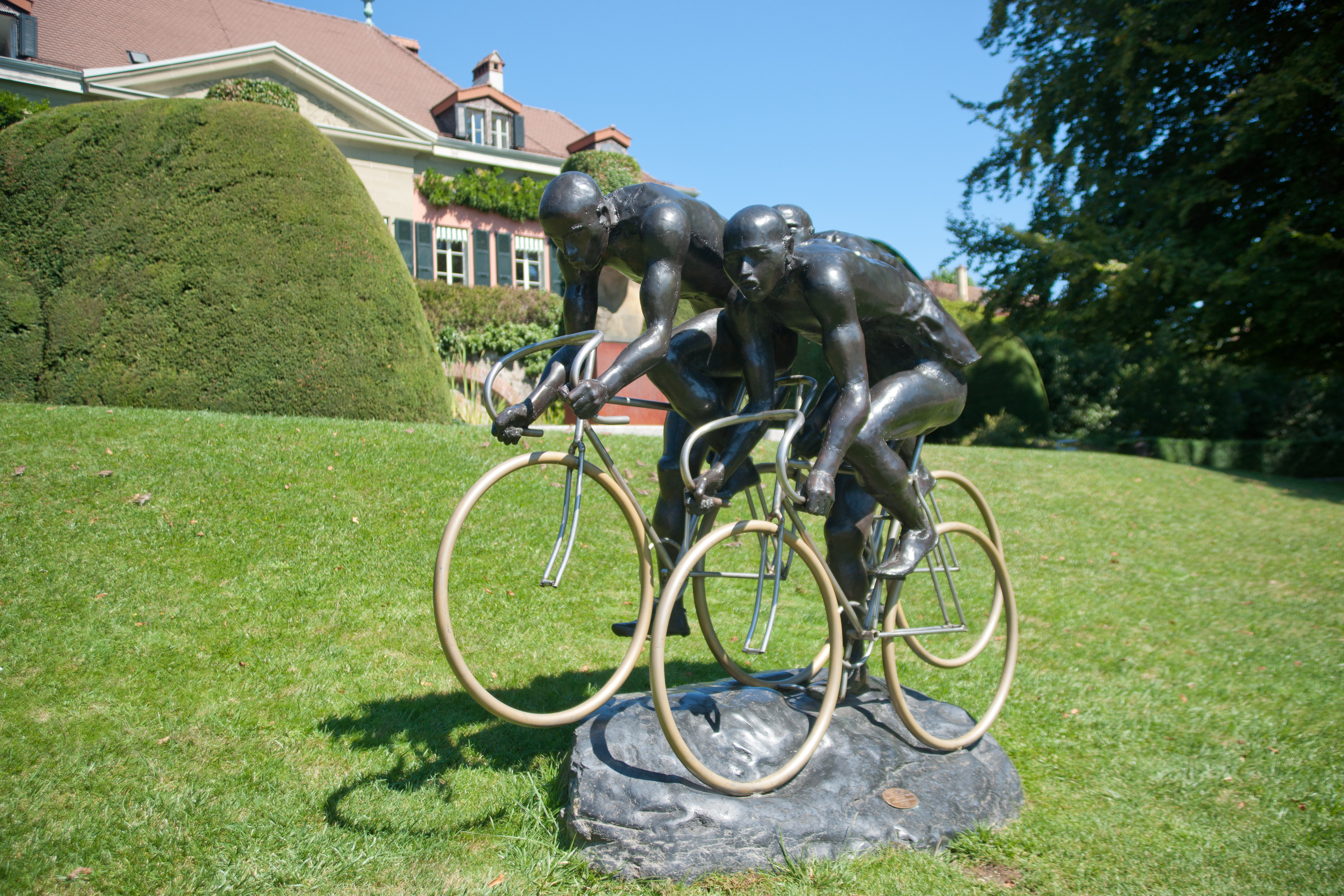
Mihály Gábor szobra (A „lausanne-i biciklisek")

## Fordítás
Ez a szócikk részben vagy egészben  az   Olympic Museum című angol Wikipédia-szócikk ezen változatának fordításán alapul.  Az eredeti cikk szerkesztőit annak laptörténete sorolja fel. Ez a jelzés csupán a megfogalmazás eredetét és a szerzői jogokat jelzi, nem szolgál a cikkben szereplő információk forrásmegjelöléseként.